# Sendai Hi-Land Raceway
Sendai Hi-Land Raceway fue un autódromo de 2,504 mi (4 km) ubicado en 12 Hayasaka, Shinkawa, Aoba-ku, Sendai, en la prefectura de Miyagi, Japón.
En la década de 1990, Sendai fue sede de carreras del Campeonato Japonés de Turismos y de All Japan Grand Touring Car Championship (JGTC). También fue sede del Campeonato de Fórmula 3 Japonesa hasta 2007.
El 17 de octubre de 2010, la pista de carreras de montaña japonesa acogió la sexta carrera del Super Taikyu Endurance.
El trazado resultó dañado por el terremoto de Japón de 2011, hasta que fue cerrado en septiembre de 2014. Actualmente, la antigua pista de carreras es un parque de energía solar.
La película de acción de 1995 Thunderbolt tiene una escena de carrera de autos filmada en el circuito.

## Récords de vuelta
| Categoría                              | Tiempo                         | Piloto                         | Vehículo                       |                                |
| Longitud: 4,030 km (1996-2014)         | Longitud: 4,030 km (1996-2014) | Longitud: 4,030 km (1996-2014) | Longitud: 4,030 km (1996-2014) | Longitud: 4,030 km (1996-2014) |
| -------------------------------------- | ------------------------------ | ------------------------------ | ------------------------------ | ------------------------------ |
| Fórmula 3                              | 1:38.080                       | Hiroaki Ishiura                | Dallara F307                   |                                |
| Fórmula Toyota                         | 1:46.551                       | Takuto Iguchi                  | TOM'S FT30                     |                                |
| GT1                                    | 1:47.791                       | Naoki Hattori                  | McLaren F1 GTR                 |                                |
| Trazado original: 3,956 km (1986-1995) |                                |                                |                                |                                |
| Fórmula 3                              | 1:43.618                       | Michael Krumm                  | TOM'S 034F                     |                                |
| Grupo A                                | 1:46.915                       | Kazuyoshi Hoshino              | Nissan Skyline GT-R BNR32      |                                |
| GT1                                    | 1:49.074                       | Michael Krumm                  | Toyota Supra                   |                                |